# Sudamerlycaste ejirii
Sudamerlycaste ejirii är en orkidéart som först beskrevs av Henry Francis Oakeley, och fick sitt nu gällande namn av Fredy Archila. Sudamerlycaste ejirii ingår i släktet Sudamerlycaste och familjen orkidéer. Inga underarter finns listade i Catalogue of Life.